# Maisons-du-Bois-Lièvremont
Maisons-du-Bois-Lièvremont – miejscowość i gmina we Francji, w regionie Burgundia-Franche-Comté, w departamencie Doubs.
Według danych na rok 1990 gminę zamieszkiwało 461 osób, a gęstość zaludnienia wynosiła 29 osób/km² (wśród 1786 gmin Franche-Comté Maisons-du-Bois-Lièvremont plasuje się na 338. miejscu pod względem liczby ludności, natomiast pod względem powierzchni na miejscu 186.).